# Teresa de Cofrentes (kommun)
Teresa de Cofrentes är en kommun i Spanien.   Den ligger i provinsen Província de València och regionen Valencia, i den östra delen av landet, 280 km sydost om huvudstaden Madrid. Antalet invånare är 654.